# Jan Pyka
Jan Alojzy Pyka (ur. 30 listopada 1946 w Moszczenicy) – polski ekonomista, profesor nauk ekonomicznych, były rektor Uniwersytetu Ekonomicznego w Katowicach.

## Życiorys
Urodził się w Moszczenicy, obecnie dzielnicy Jastrzębia Zdroju. Ukończył studia, doktoryzował się i habilitował na Akademii Ekonomicznej w Katowicach (obecnie UE). W 2013 otrzymał tytuł profesora nauk ekonomicznych. W latach 1999–2005 był prorektorem uczelni. W 2008 roku został rektorem.
Członek Komisji Organizacji i Zarządzania katowickiego oddziału PAN i Sekcji Organizacji Górnictwa Komitetu Górnictwa PAN w Krakowie.
Od 1974 roku jest żonaty z Ireną Pyką, ma syna Łukasza.